# Heidi Sundblad-Halme
Heidi Sundblad-Halme   (Jakobstad, 25 de setembre de 1903 - Hèlsinki, 30 d'abril de 1973) va ser una compositora i directora d'orquestra finlandesa.
El pare de Sundblad-Halme era el compositor, cantor-organista Henrik Sundblad. Sundblad-Halme va estudiar piano i composició al Conservatori de Hèlsinki del 1927 al 1933 amb Leo Funtek i Väinö Raitio. Va exercir de professora de piano i va produir guies per a nens, com ara nens tocant marxes, nens tocant nadales i nens tocant les seves pròpies composicions.
El 1938, Sundblad-Halme va fundar l'Orquestra de Dones de Hèlsinki, que va dirigir durant tres dècades, fins al 1968. Va fer-hi arranjaments orquestrals i va compondre sèries orquestrals, ballet, quartet de corda, sèries de piano, sèries vocals i cellosonat.
Sundblad-Halme va rebre la medalla Pro Finlandia el 1963.

## Composicions
- Nit encantada, ballet
- Pan, sèrie de cançons
- Cançons de dones, sèries de cançons
- Diana, sèrie de piano